# Bình Chương
Bình Chương là một xã thuộc huyện Bình Sơn, tỉnh Quảng Ngãi, Việt Nam.
Xã Bình Chương có diện tích 18,87 km², dân số năm 1999 là 7054 người, mật độ dân số đạt 374 người/km².